# Cantó d'Orléans-Bourgogne
El cantó d'Orléans-Bourgogne és un cantó francès del departament de Loiret, situat al districte d'Orleans. Compta amb part del municipi d'Orleans.

## Municipis
Ocupa alguns barris de la zona centre-est d'Orleans:
- Bourgogne - République
- Pasteur
- St-Vincent

## Història
| Data d'elecció                           | Identitat           | Partit                                                 | Qualitat |
| ---------------------------------------- | ------------------- | ------------------------------------------------------ | -------- |
| 1945-1955                                | M. Philbée          | Divers droite, després RPF, després RS                 |          |
| 1955-1979                                | Pierre Pagot        | MRP, després CD, després divers droite, després UDF-PR |          |
| 1979-1992                                | Jacques Douffiagues | UDF                                                    |          |
| 1992-2011                                | Jean-Louis Bernard  | UDF-PR, després UMP                                    |          |
| 2011-                                    | Estelle Touzin      | EELV                                                   |          |
| les dades anteriors no són pas conegudes |                     |                                                        |          |
|                                          |                     |                                                        |          |

## Demografia
| A partir de 1990: Població sense dobles comptes |